# State Treasurer

Siegel des State Treasurers von Vermont

Als State Treasurer werden in den Vereinigten Staaten gewählte oder ernannte Regierungsbeamte bezeichnet, die auf Bundesstaatsebene die Verantwortung für die Finanzpolitik eines Staates tragen. Das Amt ist damit jenem eines Finanzministers in einem deutschen Bundesland vergleichbar. In manchen Staaten weicht die Bezeichnung leicht ab; so verfügt Florida über einen Chief Financial Officer. Texas hat als einziger Staat keinen State Treasurer: Hier werden die Pflichten vom Comptroller of Public Accounts ausgeübt.

## Bedeutung des Amtes in den verschiedenen Staaten
In den meisten Staaten steht der Treasurer einer entsprechenden Behörde vor und ist in der Regel Mitglied der Staatsregierung. So ist er in Arizona einer von sechs staatsweit gewählten Regierungsbeamten und Rangdritter in der Nachfolge des Gouverneurs. Die Amtszeit beträgt vier Jahre, wobei eine einmalige Wiederwahl möglich ist. Nach eigener Aufgabenbeschreibung fungiert der Arizona State Treasurer als oberster Bankier und Investitionsbeauftragter des Staates. Er überwacht den Zahlungsverkehr und die staatlichen Konten; außerdem ist er Vorsitzender des Kreditausschusses von Arizona und leitet in Personalunion als Surveyor General die staatliche Landvermessungsbehörde. Bei der Aufstellung des Staatshaushalts hat der State Treasurer allerdings eher einer beratende Funktion gegenüber dem Gouverneur, der meist mit der Aufstellung des Haushalts betraut ist. Beschlossen werden muss jeder Haushalt durch die jeweilige State Legislature.
In Maryland stellt sich der Wahlvorgang anders dar. Hier erfolgt seit einer Verfassungsänderung im Jahr 1851 eine Wahl durch beide Kammern der Maryland General Assembly. Damit sollte das Parlament in der Staatsregierung repräsentiert werden. Aufgrund dieser engen Beziehung zwischen State Treasurer und General Assembly nimmt der jeweilige Amtsinhaber eine ständige Berichterstattung seiner Tätigkeiten beim Parlament vor. Zu seinen Pflichten gehört auch ein dauernder Kontakt zu Ratingagenturen.
Keine Wahl gibt es derweil in Michigan: Hier wird der State Treasurer vom jeweiligen Gouverneur bestimmt. Der Aufgabenbereich umfasst auch hier den kompletten staatlichen Zahlungsverkehr sowie die Erstellung von Steuergesetzen, die Verwaltung des Pensionsfonds für die staatlichen Angestellten sowie die Prüfung städtischer Finanzunterlagen.
Im Staat New York bestand das Amt Treasurer zwischen 1776 und 1926. Danach wurde es abgeschafft und seine Pflichten an den State Comptroller übergeben, der zugleich als State Auditor fungiert.
Im Großteil der Bundesstaaten wird der Treasurer direkt vom Volk gewählt. In Alaska, Georgia, Hawaii, Michigan, Minnesota, Montana, New Jersey und Virginia wird der State Treasurer vom Gouverneur ernannt, in Maine, Maryland, New Hampshire und Tennessee vom Staatsparlament gewählt.

## Derzeitige Amtsinhaber (Stand 2021)
- Alabama: John McMillan

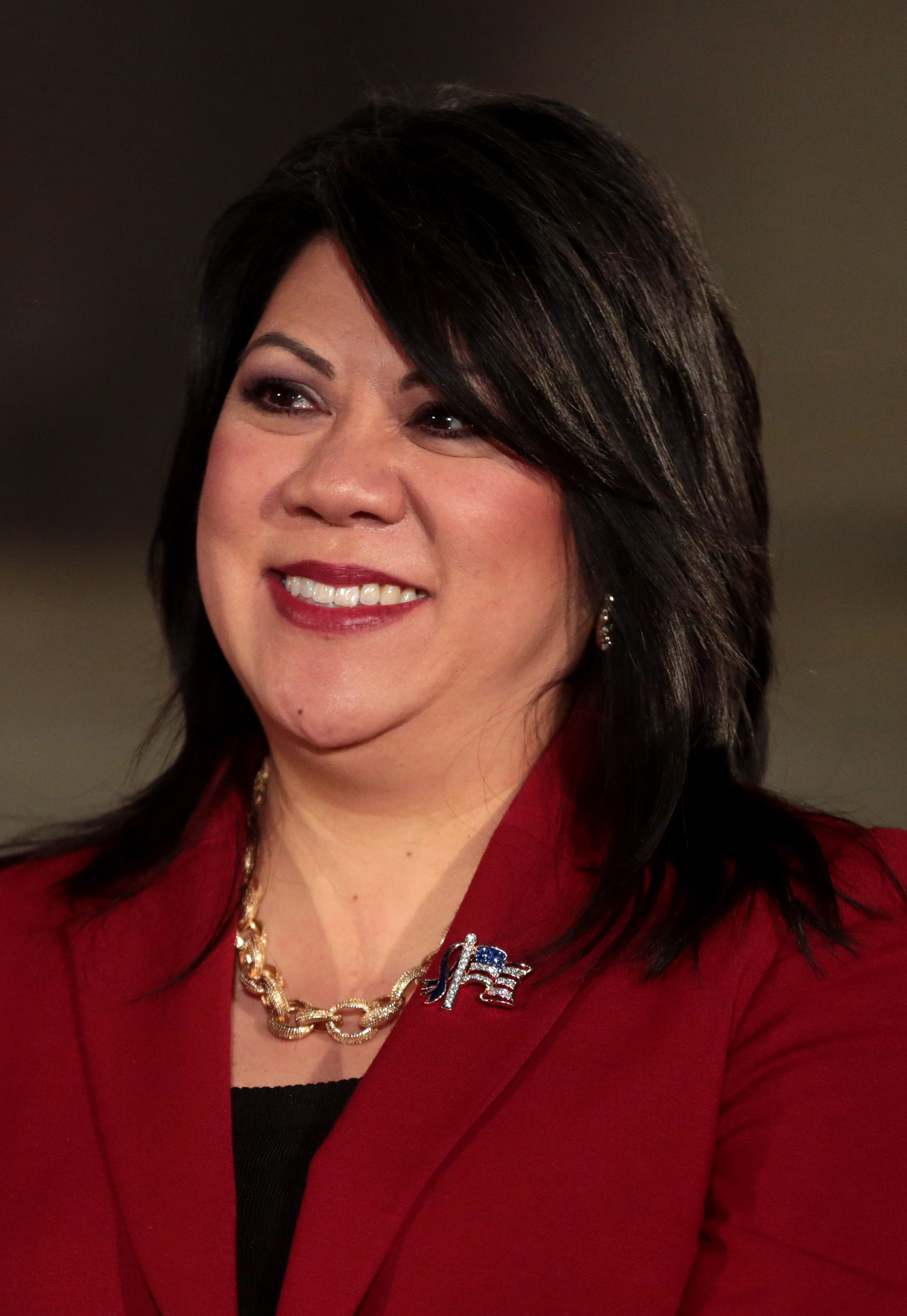
Kimberly Yee, State Treasurer of Arizona

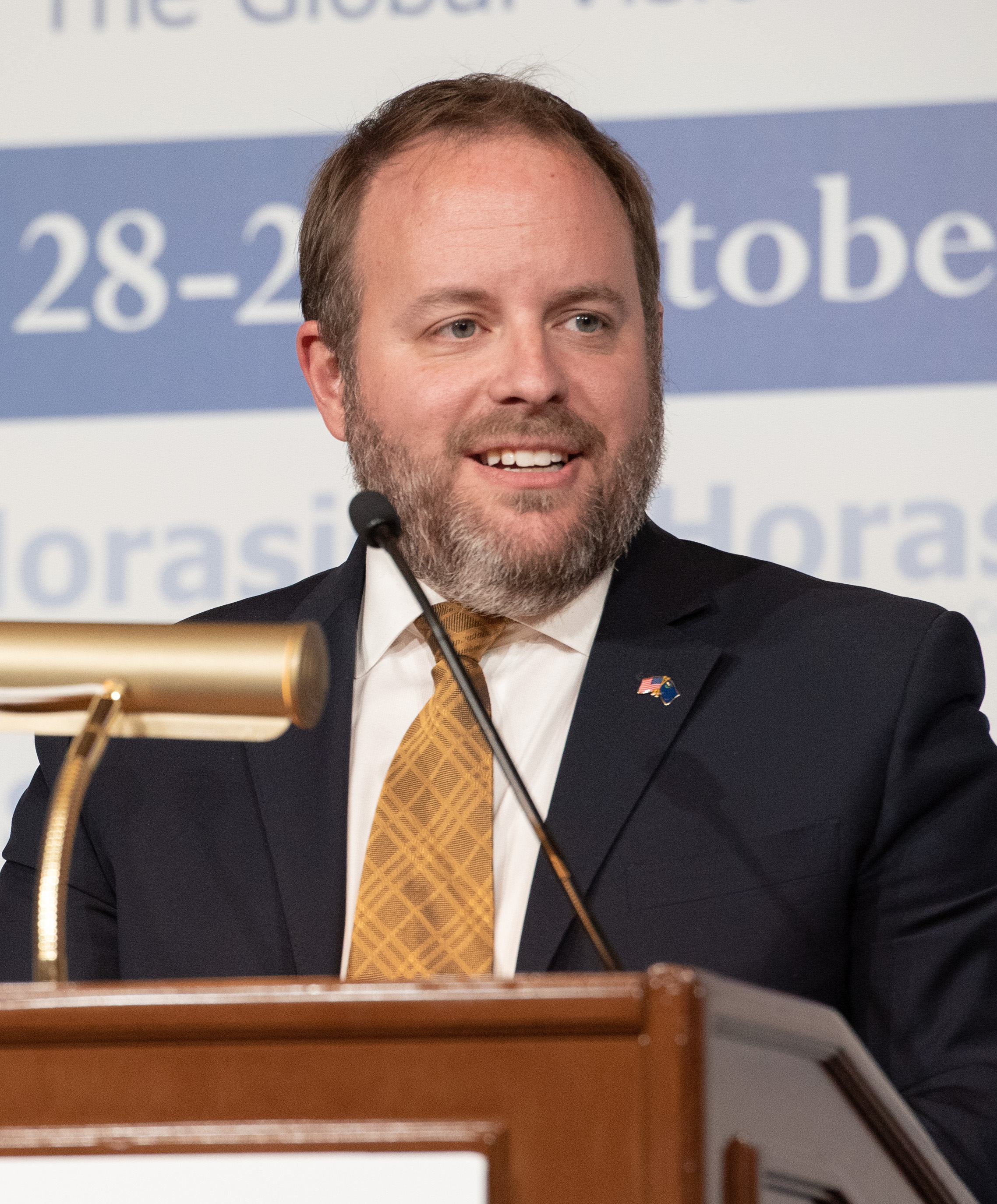
Zach Conine, Nevada State Treasurer

- Alaska: Lucinda Mahoney (Commissioner of the Department of Revenue)
- Arizona: Kimberly Yee
- Arkansas: Dennis Milligan
- Colorado: Dave Young
- Connecticut: Shawn Wooden
- Delaware: Colleen Davis
- Florida: Jimmy Patronis (Chief Financial Officer)
- Georgia: Lynne Riley
- Hawaii: Craig Hirai (Director of Finance)
- Idaho: Julie Ellsworth
- Illinois: Mike Frerichs
- Indiana: Kelly Mitchell
- Iowa: Michael Fitzgerald
- Kalifornien: Fiona Ma
- Kansas: Lynn Rogers
- Kentucky: Allison Ball
- Louisiana: John Schroder
- Maine: Henry Beck
- Maryland: Nancy Kopp
- Massachusetts: Deb Goldberg (Treasurer and Receiver-General)
- Michigan: Rachael Eubanks
- Minnesota: Jim Schowalter
- Mississippi: David McRae
- Missouri: Scott Fitzpatrick
- Montana: Gene Walborn (Director of the Department of Revenue)
- Nebraska: John Murante
- Nevada: Zach Conine
- New Hampshire: Monica Mezzapelle
- New Jersey: Elizabeth Maher Muoio
- New Mexico: Tim Eichenberg
- New York: Thomas DiNapoli (State Comptroller)
- North Carolina: Dale Folwell
- North Dakota: Thomas Beadle
- Ohio: Robert Sprague
- Oklahoma: Randy McDaniel
- Oregon: Tobias Read
- Pennsylvania: Stacy Garrity
- Rhode Island: Seth Magaziner (General Treasurer)
- South Carolina: Curtis Loftis
- South Dakota: Josh Haeder
- Tennessee: David Lillard
- Utah: David Damschen
- Vermont: Beth Pearce
- Virginia: Manju Ganeriwala
- Washington: Mike Pellicciotti
- West Virginia: Riley Moore
- Wisconsin: Sarah Godlewski
- Wyoming: Curt Meier